# Ruonajärvi (sjö i Lappland, lat 67,02, long 24,63)
Ruonajärvi är en sjö i Finland. Den ligger i kommunen Kolari i landskapet Lappland, i den norra delen av landet, 800 km norr om huvudstaden Helsingfors. Ruonajärvi ligger 182,9 meter över havet. Arean är 6,3 hektar och strandlinjen är 3,7 kilometer lång. Sjön  ingår i Torne älvs huvudavrinningsområde. 